# 贝多芬-海顿-莫扎特纪念碑
贝多芬-海顿-莫扎特纪念碑（德語：Beethoven-Haydn-Mozart-Denkmal，英语：Beethoven-Haydn-Mozart Memorial）又名音乐家纪念碑（德語：Komponistendenkmal）是一座1904年的户外雕塑，纪念古典作曲家路德维希·范·贝多芬、约瑟夫·海顿和沃尔夫冈·阿马德乌斯·莫扎特，由Rudolf Siemering和 Wolfgang Siemering设计，位于德国柏林市中心的大蒂尔加滕公园（Tiergarten）。 The monument was commissioned by 威廉二世。纪念碑在第二次世界大战期间曾严重受损，直到2007年才完全修复。两年后又重修，成为今日的风貌